# 和尚 (辽朝)
和尚（？—1122年），辽朝末年官员。
和尚官至节度使。保大二年（1122年）辽天祚帝奔阴山，和尚与林牙马哥、男慎思俱被擒，金朝都统完颜杲派阿邻护送得里底、和尚、雅里斯等入金上京会宁府。得里底途中逃走，金太祖诛杀阿邻。和尚之弟道温为兴中尹，金太祖派谩都本率兵千人与和尚去招降。和尚想要逃走，没有成功，至兴中城下，以箭矢绑着书信射入城中，让道温不要投降。事情泄露，谩都本责备他：“你为什么反覆如此？”和尚回答：“以忠报国，何反覆之有，虽死不恨。”于是被杀。